# نشانی (شعر)
«نشانی» شعری است از سهراب سپهری که با نام خانه دوست كجاست نیز شناخته می‌شود. سپهری این شعر را نخستین بار در سال ۱۳۴۶ در کتاب حجم سبز منتشر کرد.

## متن شعر
خانه دوست كجاست؟
در فلق بود كه پرسيد سوار
آسمان مكثی كرد
ره‌گذر شاخه نوری كه به لب داشت به تاريكی شن‌ها بخشيد
و به انگشت نشان داد سپيداری و گفت:
نرسيده به درخت
كوچه باغی است كه از خواب خدا سبزتر است
و در آن عشق به اندازه پرهای صداقت آبی است
می‌روی تا ته آن كوچه كه از پشت بلوغ، سر بدر می‌آرد
پس به سمت گل تنهايی می‌پيچی
دو قدم مانده به گل
پای فواره جاويد اساطير زمين می‌مانی
و تو را ترسی شفاف فرا می‌گيرد
در صميميت سيال فضا، خش‌خشی می‌شنوی
كودكی می‌بينی
رفته از كاج بلندی بالا، جوجه بردارد از لانه نور
و از او می‌پرسی
خانه دوست كجاست؟